# Nikita Nipone
Nikita Nipone es una banda de rock de la provincia de Buenos Aires, Argentina. Integrada por Lucio de Caro (voz), Francisco Stuart (guitarra), Pablo Valle (bajo), y Nicolás Mirelman (batería).

## Historia
Nikita Nipone se forma a principios de 2001, año en el que graba su primer demo. La banda pronto se da a conocer tras ser finalista del concurso de bandas "El Nacional", transmitido por el canal de televisión Much Music.
En el 2003 edita en forma independiente un nuevo demo titulado por sus seguidores Me gusta el bife debido a una remera que llevaba el cantante en la tapa.
En 2005 Nikita Nipone comienza la grabación de un EP titulado "Duro con ellos". Este disco fue grabado en el Estudio Del Abasto al Pasto, por Patricio Claypole y contó con la producción de Flavio Cianciarulo (Fabulosos Cadillacs) y recibió muy buenas críticas por parte de la prensa, incluso fue considerado el mejor disco del 2005 por el sitio Rock.com.ar.
Durante el 2006 la banda continuó presentando "Duro con Ellos" y realizó su primer videoclip para el tema "Carne Humana", dirigido por Patricio Gómez Llambí.
A fines del 2007 se edita "Una Oración", el primer LP de la banda, grabado en los estudios El Pie por el ingeniero Uriel Dorfman (Gustavo Cerati), mezclado por Patricio Claypole (El Otro Yo, Los Natas, Divididos, Flavio Cianciarulo, Los Piojos) en el estudio El Attic, masterizado por Justin Weiss (Sepultura, Mr. Bungle, Melvins, Los Natas, El Otro Yo) en Trakworx, San Francisco (EE. UU.), y contó con un atractivo packaging que marca un hito en la historia del arte de tapa argentino aportándole una de sus portadas más amenas y originales a cargo de Germán Werner.
El disco "Una Oración" estuvo nominado en los Premios Carlos Gardel 2008 bajo la categoría "Mejor álbum nuevo artista de rock".
Durante la ceremonia de los premios Gardel 2008, los Nikita Nipone entablan una relación de amistad con el célebre músico argentino Andrés Calamaro, devenido padrino artístico y musical de la banda. Junto al escritor Jorge Larrosa, los músicos comenzaron un proyecto paralelo llamado Convoy Larrosa. En mayo de 2010 el Convoy lanzó de forma gratuita "El Gallego" primer tema fruto de esta relación musical.
A principios de 2011 Nikita Nipone lanzó su segundo LP titulado "El Extranjero", producido por Mariano "Mansa" Esain, y editado bajo el sello BMV Producciones.

## Discografía

### Álbumes
- Una Oración (2007)
- El Extranjero (2011)
- Nuevas Buenas (2014)

### EP
- Duro con ellos EP (2005)
- La última oportunidad (grabaciones 2001-2004)